# Cayratia thalictrifolia
Cayratia thalictrifolia là một loài thực vật hai lá mầm trong họ Nho. Loài này được (Planch.) Suess. miêu tả khoa học đầu tiên năm 1953.